# Academia Națională de Muzică „Gheorghe Dima”
Academia Națională de Muzică „Gheorghe Dima”, din Cluj-Napoca, a fost înființată în 1919 sub denumirea „Conservatorul de Muzică din Cluj”. Primul ei rector a fost compozitorul și dirijorul Gheorghe Dima. Instituția a fost trasformată în anul 1931 în „Academia de Muzică și Artă Dramatică din Cluj”. În anul 1949, după desființarea Bisericii Române Unite cu Roma, sediul central al Academiei de Muzică a fost mutat în clădirea Academiei Teologice Unite din Cluj, pe strada Regelui nr. 25 (în perioada comunistă str. 23 August, în prezent I. C. Brătianu). În 1950 Academia de Muzică a fost redenumită în „Conservatorul de Muzică”, denumire pe care a purtat-o până în 1990. Din anul 1990 poartă numele primului ei rector, profesorul Gheorghe Dima.
Cuprinde secții de compoziție muzicală, pedagogie muzicală, muzicologie, dirijat orchestră și dirijat cor, canto, pedagogie și regie coregrafică, instrumente și regie de operă.

## Profesori
- Max Eisikovits, armonie și contrapunct
- Antonin Ciolan, dirijat
- Sigismund Toduță, forme și compoziție
- Liviu Comes, armonie și contrapunct
- Cornel Țăranu, compoziție
- Ferenc László, muzică de cameră
- Ferdinand Weiss, pian